# East Brunswick
East Brunswick és una població dels Estats Units a l'estat de Nova Jersey. Segons el cens del 2008 tenia 47.279 habitants.

## Demografia
Segons el cens del 2000, East Brunswick tenia 46.756 habitants, 16.372 habitatges, i 13.081 famílies. La densitat de població era de 822,4 habitants/km².
Dels 16.372 habitatges en un 40,5% hi vivien nens de menys de 18 anys, en un 68,6% hi vivien parelles casades, en un 8,5% dones solteres, i en un 20,1% no eren unitats familiars. En el 17,2% dels habitatges hi vivien persones soles el 7% de les quals corresponia a persones de 65 anys o més que vivien soles. El nombre mitjà de persones vivint en cada habitatge era de 2,84 i el nombre mitjà de persones que vivien en cada família era de 3,23.
Per edats la població es repartia de la següent manera: un 26% tenia menys de 18 anys, un 6,2% entre 18 i 24, un 29,3% entre 25 i 44, un 26,9% de 45 a 60 i un 11,6% 65 anys o més.
L'edat mediana era de 39 anys. Per cada 100 dones de 18 o més anys hi havia 90,1 homes.
La renda mediana per habitatge era de 75.956 $ i la renda mediana per família de 86.863 $. Els homes tenien una renda mediana de 60.790 $ mentre que les dones 38.534 $. La renda per capita de la població era de 33.286 $. Aproximadament el 2,1% de les famílies i el 2,8% de la població estaven per davall del llindar de pobresa.

## Poblacions més properes
El següent diagrama mostra les poblacions més properes.